# Круг друзей рейхсфюрера СС
Круг друзе́й эконо́мики (нем. Freundeskreis der Wirtschaft), позднее известный как круг друзе́й рейхсфю́рера СС (нем. Freundeskreis Reichsführer SS) или круг друзе́й Ги́ммлера (нем. Freundeskreis Himmler) — группа немецких промышленников, целью которой было укрепление связей нацистской партии с бизнесом и промышленностью. Группу создал и координировал Вильгельм Кепплер, один из ближайших экономических советников Адольфа Гитлера.

## Роль и развитие
Кепплер, который был членом НСДАП с 1927 года, сформировал круг после того, как Гитлер в 1932 году высказался за создание «исследовательской группы по экономическим вопросам». Изначально не предполагалось, чтобы члены группы вступали в партию (хотя много позже многие из них стали членами НСДАП), и до прихода нацистов к власти группа представляла себя как «аполитичный мужской клуб». Размер группы не превышал 40 человек. В группу входили представители промышленности, банков и ряд высших чинов СС, персонально близких к Гиммлеру.
С 1935 г. группа действовала в тесном контакте и под патронажем Генриха Гиммлера, который был другом Кепплера. С 1936 по 1944 год члены кружка регулярно жертвовали около 1 миллиона марок в год Гиммлеру для использования «вне бюджета». В частности, деньги направлялись в фонд Аненербе, который проводил арийские исторические и евгенические исследования.
По крайней мере некоторые члены группы, такие как Флик, впоследствии использовали с выгодой для себя нацистскую политику «ариизации» предприятий, принадлежавших их конкурентам еврейского происхождения.

## Послевоенное наказание членов группы
После войны Вильгельм Кепплер был приговорён к десяти годам тюрьмы после министерского суда в Нюрнберге в 1949 году. Он был выпущен в феврале 1951 года.
Фридрих Флик был приговорён к семи годам после процесса по делу Флика, и освобождён досрочно в 1950 году.

## Участники
В состав группы входили:
От промышленности:
- Фриц Кранефус, племянник Кепплера и член правления Brabag;
- Курт барон фон Шрёдер и Эмиль Хайнрих Мейер, руководители ИТТ;
- Август Ростерг, генеральный директор «Винтерсхалл»;
- Отто Штайнбринк, вице-президент Ферайнигте Штальверке АГ;
- Эмиль Хельферих, председатель правления Германо-американской нефтяной компании;
- Фридрих Флик, председатель Флик КГ;
- Эвальд Хеккер, председатель Ильзедер Хютте;
- Альберт Фёглер, из Ферайнигте Штальверке;
- Генрих Бютефиш, IG Farben;
- Карл Линдеманн, из Северогерманского Ллойда;
- Ханс Вальц, глава Роберт Бош ГмбХ (позднее награждённый организацией Яд ва-Шем за работу по спасению евреев от Холокоста)[5]

От банков:
- Ялмар Шахт, президент Рейхсбанка;
- Карл Раше, член правления «Дрезднер банка»;
- Фридрих Рейнхарт, председатель правления Коммерцбанка

Из политических кругов и СС:
- Карл Винсент Крогманн и граф Готфрид фон Бисмарк-Шенхаузен, политические деятели;
- Освальд Поль, начальник Административно-хозяйственного управления СС;
- Франц Хайлер и Отто Олендорф, из Имперской группы коммерции и торговли;
- секретарь группы Фриц Кранефус, бывший сотрудник Кепплера, сотрудник канцелярии Гиммлера — упомянут выше;
- финансовый менеджер группы Курт барон фон Шрёдер — упомянут выше.